# Abiegos
Abiegos es un parroquia del concejo de Ponga. Es atravesado por la carretera PO-3, situándose sobre el valle del río Ponga. Tiene una población de 23 habitantes.

## La iglesia
La Iglesia de San Lorenzo data del siglo XVIII. Fue destruida durante la guerra civil y posteriormente restaurada por los vecinos de Abiegos.  
La construcción, de planta rectangular y nave única, cuenta con dos entradas. El acceso principal, formado por un arco de medio punto, está situado en la fachada oeste. Sobre la puerta, en una hornacina, hay un escudo de piedra bastante deteriorado por el paso de los años, signo del patronato real que amparaba a la iglesia. La puerta sur pocas veces se utiliza, pues es más pequeña y da acceso a una zona ocupada por bancos.
El pórtico fue añadido tras la restauración de la iglesia y lo cubre un tejado a dos aguas. Los muros son de mampostería vista en la parte baja y lucida en el resto. En el interior, en la zona este, hay una pequeña sacristía tras el retablo de madera labrada a mano que ocupa toda la pared, que es el principal atractivo de esta iglesia.
Una escalera de madera da acceso la planta superior, donde se situaba el coro. Hoy la utilizan aquellos que desean una mejor vista de la misa. Desde el coro se accede al campanario, donde un sencillo sistema de cuerdas hace sonar las dos campanas.
Hoy, el uso de la iglesia es cada vez más escaso. Dada la falta de feligreses, solo se celebran misas en entierros y en las festividades más importantes: San Lorenzo (el patrón del pueblo), Navidad, el día de todos los Santos o Semana Santa.